# نهر ماتشانغارا
نهر ماتشانغارا (بالإنجليزية: Machángara River)‏ هو نهر من أنهار الإكوادور.